# Dipodomys compactus
Espèce
Statut de conservation UICN

 LC  : Préoccupation mineure
Dipodomys compactus est une espèce de Rongeurs de la famille des Heteromyidae. C'est un petit mammifère qui fait partie des rats-kangourous d'Amérique. 
L'espèce a été décrite pour la première fois en 1889 par un mammalogiste américain, Frederick William True (1858-1914).

## Répartition et habitat
Il est présent aux États-Unis et au Mexique. Sur les îles, il vit dans les dunes. Sur le continent, on le trouve dans les savanes de Prosopis.

## Liste des sous-espèces
Selon Mammal Species of the World (version 3, 2005)  (2 juin 2016) et ITIS (2 juin 2016) :
- sous-espèce Dipodomys compactus compactus
- sous-espèce Dipodomys compactus sennetti